# Морет, Сехисмундо
Сехизмундо Морет-и-Прендергаст (исп. Segismundo Moret y Prendergast; 2 июня 1833, Кадис, Испания — 28 января 1913, Мадрид, Испания) — испанский государственный деятель, председатель правительства Испании (1905—1906 и 1909—1910).

## Биография

### Депутат и министр
В 1858 году окончил юридический факультет Центрального университета Мадрида, начав работать в должности профессора политической экономии и финансов. Его происхождение и деловые отношения с Великобританией предопределили его взгляды активного защитника свободной торговли. В 1867 году выпустил монографию «Финансовые исследования».
Его политическая карьера началась в 1863 году, когда он впервые был избран в Конгресс депутатов. После «Славной революции» (1868) он был переизбран депутатом Конгресса депутатов, в составе которого он оставался на протяжении почти 44 лет, до своей смерти. Он был одним из авторов Конституции 1869 года.
В марте 1870 года он впервые вошёл в состав испанского правительства, став министром по делам колоний. На этом посту он оставался до января следующего года. В этой должности он способствовал принятию закона о запрете рабства (1870), так называемый «Закон свободных животов», который в его честь также получил название «Закона Мореты». Также были приняты конституции колоний Пуэрто-Рико и Куба.
С декабря 1870 года по январь 1871 года он занимал должность министра финансов. Был вынужден уйти в отставку после выявленных нарушений в двух концессиях на табак. С 1872 по 1873 год — посол Испании в Великобритании. По возвращении в Испанию после «Реставрации Бурбонов» в 1875 году он выступил основателем Демократической монархической партии, которая вместе с рядом других политических объединение в 1882 году объединились в Династическую левую партию. В 1883 году вступил в Либерально-консервативная партию.
Неоднократно занимал пост министра внутренних дел Испании (1883—1884, 1886, 1901, 1902 и 1909—1910). Также был министром иностранных дел (1885—1888 и 1893—1894), министром развития (1892—1894), министром финансов (1894), министром колоний (1897—1898).
На посту министра колоний Сагаста он издал декрет об автономии колоний Кубы и Пуэрто-Рико, чтобы предотвратить независимость этих стран, но в конечном итоге потерпел неудачу из-за начавшейся испано-американской войны. После поражения Испании он был отправлен в отставку. В декабре 1902 г. выступил инициатором создания Института социальных реформ, который впоследствии был преобразован в министерство труда Испании. Деятельность на посту министра развития подвергалась критике из-за заключённого договора с Германией, который часть элиты назвали причиной кризиса испанской тяжёлой промышленности.
После смерти Пракседеса Сагасты в 1903 году он боролся за пост председателя Либерально-консервативной партии, но уступил Хосе Каналехасу.

### Во главе испанского правительства
Впервые находился во главе кабинета министров с 1905 по 1906 гг. В этот период был принят «Закон о юрисдикции» (1906), расширивший влияние военных в общественно-политической жизни страны. Был вынужден уйти в отставку, потеряв большинство в парламенте и под угрозой вынесения вотума недоверия.
Второй раз он встал во главе правительства в октябре 1909 года, когда его предшественник Антонио Маура покинул свой пост после кровавого подавления «Восстания в Каталонии», однако уже в феврале 1910 года под давлением Каналехаса и его сторонников ушёл в отставку.
После убийства Каналехаса в ноябре 1912 года возглавил Либерально-консервативную партию и после её победы на выборах с ноября 1912 года до своей смерти в следующем году занимал должность председателя Конгресса депутатов.

## Общественное признание
Являлся членом Ревизионной комиссии по коммерческому праву (Código de Comercio) и вице-президентом Консультативного валютного совета (Junta Consultativa de la Moneda). Кроме того, он также был советником Высшего совета по сельскому хозяйству, промышленности и торговле и почётным президентом Торгово-промышленной палаты в Мадриде.
С 1884 по 1886, с 1894 по 1898 год и, наконец, с 1899 года до своей смерти он был президентом Атенео Мадрида (Ateneo de Madrid), научного и культурного общественного учреждения, имеющего важную роль в общественной и культурной жизни Испании. Был избран действительным членом Королевской Академии моральных и политических наук. В 1894 г. он стал членом Королевской академии, президентом которой он являлся до своей смерти.

## Награды и звания
Был награждён Большим Крестом Ордена Карла III.